# 逢川じゅん
逢川 じゅん（あいかわ じゅん、10月1日 - ）は、日本の女性声優。神奈川県出身。所属はTABプロダクション。身長158cm。体重44kg。

## 出演作品

### テレビアニメ
- BUZZER BEATER

### ゲーム
- ナルキッソス〜もしも明日があるなら〜

### 吹き替え
- ドリフト〜神がサーフする場所〜（キャット・ケリー、キャンディー、他）

### 映画
- クラブアンダルシア2（仮）
- ネオン蝶
- 東京無印女子物語

### ナレーション
- CD「サクセス カラーイマジネーション」
- DVD「パパとママと赤ちゃんの為のヨガ」
- 携帯コンテンツ松下幸之助サウンド図書館「日々の言葉」
- 日本赤十字社「また輸血したいな」
- トム・クルーズ主演映画『アウトロー』ジャパンプレミア　影ナレ、会場アナウンス（2013/01/09　東京国際フォーラム）

### 舞台
- 活劇集団　自由童子「天守物語」
  - 「羊の宇宙・賢者の贈り物」
  - 「ひゃくねん〜『夢十夜』断章〜」
  - 「女壮士〜川上貞奴物語〜」
  - TAKA-BAN　produce.4「コイズミ・タエコ」
- 劇団まほろば「ミュージカル女王エリーナ物語」
- 劇団イエロー・ドロップス「極楽落語」
- 劇団EgofiLter「IN/GO」
- 劇団Peace「ひまわり」
  - 「月夜の晩餐」
- 劇團旅藝人「夏の夜の夢」
  - 「糸瓜咲て〜正岡子規物語〜」
  - 「裸の殿様」
  - 「鬼怒の霧〜長塚節物語〜」
  - 「夏の夜の夢」
- 武士道「半蔵〜HANZO〜」
- えんげきゆにっとフルスイング「さくら」
- いのちの掲示板舞台：「ママ、僕を殺さないで」
- EgofiLter 9th job「ベランジェ」

### イベント
- ONE'S EFFECT「SHIN-K vol.７」
- ONE'S EFFECT「SHIN-K vol.８」
- キックボクシング協会公式戦】「もえろヤングファイト」リングアナウンサー

### webコンテンツ
- Webラジオ「モンハンネットらじお」（メインパーソナリティー）
- Webコミック「兎オトコ虎オトコ」
- iPhone/iPod　宮部みゆき「ぱんぷくりん鶴之巻』『ぱんぷくりん亀之巻」朗読

### オーディオブック
- 「PHP出版　生きる」朗読

### プロモーションビデオ
- 「タカラトミーアーツ　ビールアワー」春バージョン